# أناتولي دوبرينن
أناتولي فيودوروفيتش دوبرينن ((بالروسية: Анато́лий Фёдорович Добры́нин)‏ ، 16 نوفمبر 1919 - 6 أبريل 2010) رجل دولة ودبلوماسي وسياسي سوفيتي. شغل منصب سفير الاتحاد السوفيتي في الولايات المتحدة لأكثر من عقدين من الزمن، وذلك من عام 1962 إلى عام 1986.
حظي بسمعة سيئة بين الجمهور الأمريكي خلال أزمة الصواريخ الكوبية والفترة التي تلتها وذلك في بداية عمله سفيرا، عندما نفى وجود الصواريخ السوفيتية في كوبا. على أنه، لم يعلم إلا بعد عدة أيام أن رئيس الوزراء السوفيتي نيكيتا خروتشوف كان قد أرسل الصواريخ بالفعل وأن الأمريكيين يملكون صورًا لها.
عُرف بين عامي 1968 و 1974، بكونه الطرف السوفيتي لاتصالات كيسنجر - دوبرينن وحلقة الوصل والتفاوض المباشرة بين إدارة نيكسون والمكتب السياسي السوفيتي.

## النشأة والتعليم
ولد دوبرينن في قرية كراسنايا جوركا، بالقرب من موجايسك في إقليم موسكو، في 16 نوفمبر 1919. التحق بمعهد موسكو للطيران وبعد التخرج ذهب للعمل في مكتب ياكوفليف للتصميم. التحق بالمدرسة الدبلوماسية العليا عام 1944 وتخرج بامتياز.

## المسار الوظيفي

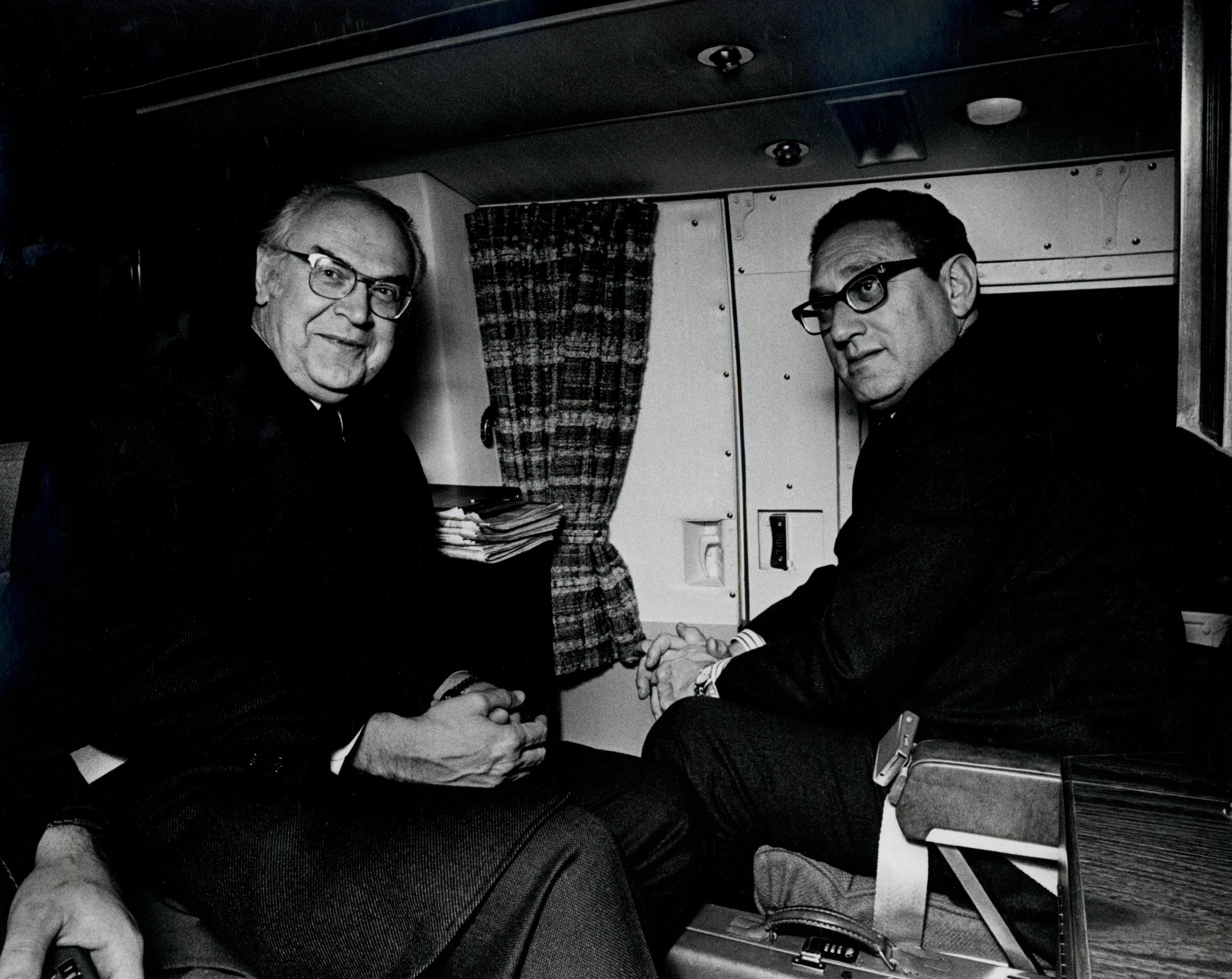
مع هنري كيسنجر في 25 يناير 1974

انضم دوبرينن إلى السلك الدبلوماسي بوزارة الخارجية عام 1946. انضم لاحقًا إلى سكرتارية الوزارة وعمل لدى فياتشيسلاف مولوتوف وديمتري شيبيلوف وأندريه جروميكو وفاليريان زورين.
تم تعيينه نائباً للأمين العام للأمم المتحدة عام 1957 وعاد إلى موسكو رئيساً لقسم الخارجية للولايات المتحدة وكندا عام 1960. عيّن دوبرينن سفيراً للسوفييت في الولايات المتحدة عام 1962 وكان عميد السلك الدبلوماسي بدءاً من يوليو 1979. وقد استمرت فترة ولايته حتى عام 1986.
تمتع دوبرينن بتجربة فريدة من نوعها للعمل كسفير سوفيتي لدى الولايات المتحدة خلال فترة رئاسة ستة هم (كينيدي، وجونسون، ونيكسون، وفورد، وكارتر، وريغان). جعل التنافس في الحرب الباردة من منصبه أحد العناصر الأساسية في العلاقات السوفيتية الأمريكية، وبين السفير السوفيتي لدى الولايات المتحدة (في واشنطن) وسفير الولايات المتحدة لدى الاتحاد السوفيتي (في موسكو)، وكانت معظم الأعمال الدبلوماسية تمرر من خلال الأخير. أدت اتصالات دوبرينن المنتظمة مع وزارة الخارجية الأمريكية إلى منحه مكانًا لوقوف السيارات في مرآب وزارة الخارجية. عندما ألغى الرئيس ريغان هذا الامتياز في عام 1981، علق عن دوبرينن، «إنه لا يسعني إلا أن أعجب به كإنسان.» 
طور دوبرينن علاقة وثيقة بشكل خاص مع هنري كيسنجر الذي كان كثيرًا ما يلتقى به ويتناول العشاء معه وذلك حتى أربع مرات في الأسبوع الواحد.
كان لديهما خط مباشر يصل بين مكتبيهما؛ كانا يتبادلان الهدايا، والنكات، وحتى أنهما التقيا بوالدي بعضهم البعض.
في عام 1971، انتخب عضواً في اللجنة المركزية للحزب الشيوعي للاتحاد السوفيتي (CPSU).
بعد أن أمضى فترة طويلة من عمله كسفير لدى الولايات المتحدة، عاد إلى موسكو في عام 1986 وانضم إلى سكرتارية الحزب وقاد القسم الدولي للجنة المركزية للحزب الشيوعي الصيني لمدة عامين. في نهاية عام 1988، تقاعد دوبرينن من اللجنة المركزية وعمل مستشارًا للرئاسة السوفيتية.
حضر قمة مالطا في ديسمبر 1989، والتي شكلت رسميًا نهاية الحرب الباردة.
وأعطي المرتبة الفخرية للسفير فوق العادة والمفوض للدولة الروسية عام 1992.

## أعماله وموته
كتابه، في ثقة: سفير موسكو لدى الرؤساء الستة للحرب الباردة ، صدر عام 1995. (تمت إعادة طباعته آخر مرة في عام 2001 باسم(ردمك 0-295-98081-8) .)
توفي دوبرينن في موسكو في 6 أبريل 2010.
أشاد الرئيس الروسي دميتري ميدفيديف بدوبرينن في برقية لأسرته، قائلاً:
لا يمكن المبالغة في تقدير مساهمة أناتولي دوبرينن الشخصية في حل أزمة الصواريخ الكوبية وتطبيع العلاقات بين الاتحاد السوفيتي والولايات المتحدة.

## الأوسمة والجوائز
- بطل العمل الاشتراكي
- خمس من أوسمة لينين
- وسام الراية الحمراء للعمل
- وسام الشرف (18 آب / أغسطس 2009) - لإسهامه الكبير في السياسة الخارجية للاتحاد الروسي والسنوات عديدة التي قضاها في السلك الدبلوماسي
- عامل مكرم في السلك الدبلوماسي لروسيا الاتحادية
- دكتوراه فخرية في الأكاديمية الدبلوماسية الروسية

## روابط خارجية
- سي إن إن الحرب الباردة - مقابلات: أناتولي دوبرينن
- أناتولي دوبرينن - نعي ديلي تلغراف